# (4449) Собинов
(4449) Собинов (лат. Sobinov) — типичный астероид главного пояса, открыт 3 сентября 1987 года советским астрономом Людмилой Черных в Крымской астрофизической обсерватории и 27 июня 1991 года назван в честь русского оперного певца Леонида Собинова.

## Обнаружение и именование
(4449) Собинов
Открыт 3 сентября 1987 года в Научном Л. И. Черных.
Назван в память о замечательном русском певце Леониде Витальевиче Собинове (1872—1934), ведущем теноре-солисте Большого театра в Москве.
Оригинальный текст (англ.)4449 Sobinov
Discovered 1987-09-03 by Chernykh, L. I. at Nauchnyj.
Named in memory of Leonid Vital'evich Sobinov (1872—1934), a remarkable Russian singer, leading tenor soloist of the Bolshoj Theatre in Moscow.
Источники: DISCOVERY.DB; M.P.C. 18459.

## Орбита

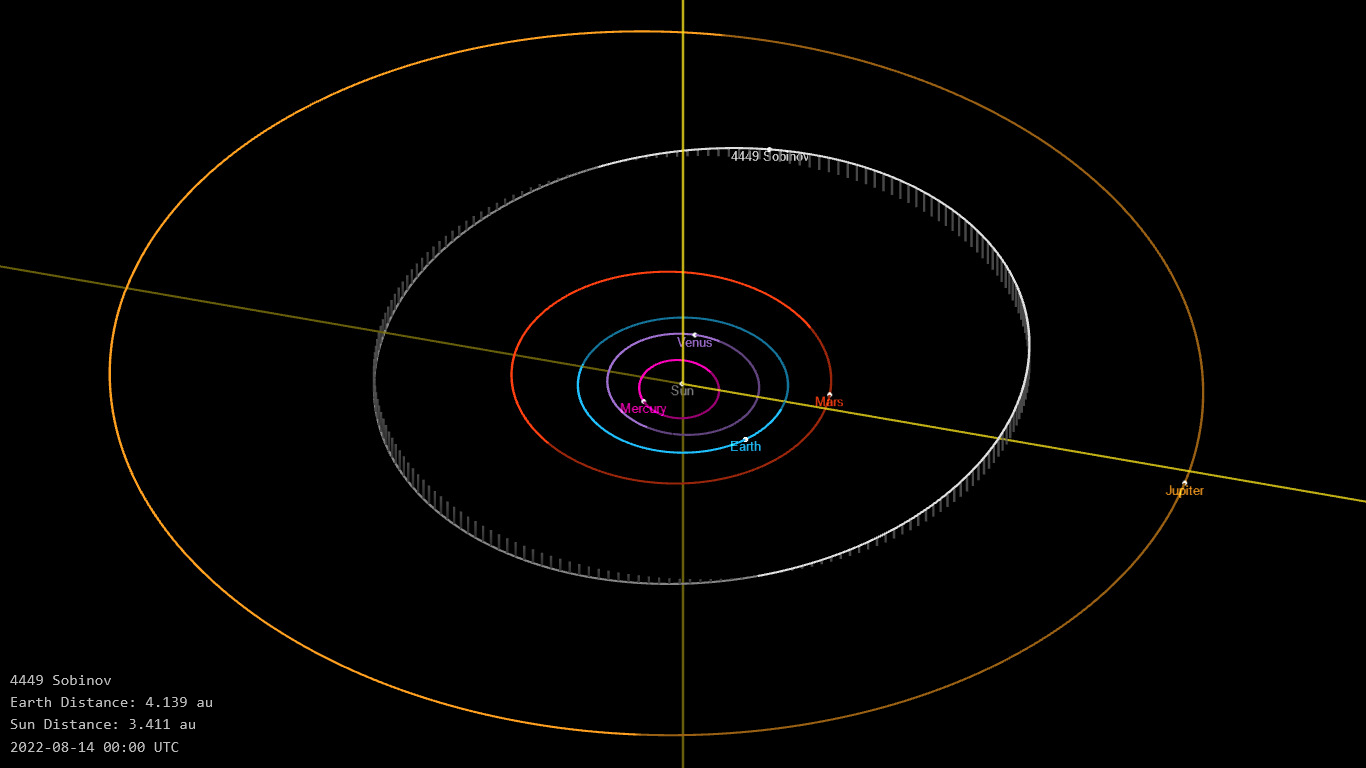
Орбита астероида Собинов и его положение в Солнечной системе

## Физические характеристики
Из наблюдений телескопа VISTA следует, что астероид относится к таксономическому классу Kl.
По результатам наблюдений в инфракрасном диапазоне орбитальной обсерватории IRAS и спутника Akari и наблюдений в видимом и ближнем инфракрасном диапазоне космического телескопа NEOWISE диаметр астероида сначала оценивался равным 30.02±2 км, позже — 32.01±0.88 км, 32.88±13.68 км, 31.90±11.00 км, 37.791±4.752 км, 34.91±9.22 км и 37.62±11.25 км, 31.43±11.32 км, 35.71±12.19 км, 33.65±9.42 км и 31.96±8.90 км. Согласно тем же источникам альбедо оценивается как 0.0649±0.01, 0.059±0.004, 0.03±0.04, 0.03±0.03, 0.068±0.039, 0.025±0.028 и 0.020±0.023, 0.024±0.026, 0.019±0.024, 0.026±0.024 и 0.036±0.071.